# Dioila
Dioila är en krets i Mali.   Den ligger i regionen Koulikoro, i den sydvästra delen av landet, 140 km öster om huvudstaden Bamako.